# Acanthurus polyzona
Acanthurus polyzona е вид лъчеперка от семейство Acanthuridae.

## Разпространение и местообитание
Видът е разпространен в Коморски острови, Мавриций, Мадагаскар, Майот, Реюнион и Френски южни и антарктически територии (Нормандски острови).
Среща се на дълбочина от 1 до 100 m, при температура на водата около 28,3 °C и соленост 32,9 ‰.

## Описание
На дължина достигат до 11 cm.